# Stanulańce
Stanulańce (biał. Станулянцы; ros. Станулянцы) – wieś na Białorusi, w obwodzie grodzieńskim, w rejonie werenowskim, w sielsowiecie Pirogańce.
W dwudziestoleciu międzywojennym leżały w Polsce, w województwie nowogródzkim, w powiecie lidzkim, do 11 kwietnia 1929 w gminie Siedliszcze, następnie w gminie Werenów. Po II wojnie światowej w granicach Związku Sowieckiego. Od 1991 w niepodległej Białorusi.